# سيو دونغ مايونغ
سيو دونغ مايونغ مواليد 4 مايو 1974 في سامتشوك، غانغوون، هو لاعب كرة قدم كوري جنوبي دولي سابق كان يلعب كحارس مرمى. سبق له أن لعب في كأس العالم لكرة القدم مع منتخب بلاده.

## المسيرة الاحترافية

### أندية لعب لها
- نادي أولسان هيونداي
- جونبك هيونداي موتورز
- نادي بوسان أي بارك

## روابط خارجية
- سيو دونغ مايونغ على موقع الاتحاد الدولي (مؤرشف)  (الإنجليزية)
- سيو دونغ مايونغ على موقع دوري كوريا الجنوبية (الإنجليزية)
- سيو دونغ مايونغ على موقع قاعدة بيانات كرة القدم.إي يو (الإنجليزية)
- سيو دونغ مايونغ على موقع ناشيونال فوتبول تيمز (الإنجليزية)
- سيو دونغ مايونغ على موقع Soccerway.com (الإنجليزية)
- سيو دونغ مايونغ على موقع أوليمبيديا (الإنجليزية)